# A Present for Everyone
A Present for Everyone was het tweede studioalbum van de Britse rockband Busted. Het album werd in november 2003 uitgegeven door Universal Island Records. A Present for Everyone piekte op 2 in UK Albums Chart. Net als het voorgaande album, Busted, bereikte A Present for Everyone de drievoudige platina status in het Verenigd Koninkrijk, met meer dan één miljoen verkochte exemplaren, het 19e best verkochte album in 2003.
Acht van de vijftien nummers op het album waren mede geschreven door Tom Fletcher, van de bevriende band McFly en de liedjes "She Wants to Be Me" en "3am" werden geschreven met het team van The Matrix, een muziekproducent. "Fake" en "Better Than This" waren geschreven door Matt Willis, samen met Guy Chambers en Steve Power, die tevens een van de twee producers was. James Bourne schreef samen met Michael Raphael, gitarist van de Amerikaanse band Neve, het nummer "Can't Break Thru".
Van het album werden vier singles uitgebracht: "Crashed the Wedding", "Who's David?", "Air Hostess", "3am" en "She Wants to Be Me". Daarnaast werd er nog een ander nummer uitgebracht dat niet op het album stond: "Thunderbirds Are Go!". "3am" werd hieraan toegevoegd en het werd als double A-sided single uitgebracht onder de naam "Thunderbirds/3am"

## Tracklist
| Nr. | Titel               | Duur |
| --- | ------------------- | ---- |
| 1.  | Air Hostess         | 3:57 |
| 2.  | Crashed the Wedding | 2:39 |
| 3.  | Who's David?        | 3:31 |
| 4.  | She Wants to Be Me  | 3:23 |
| 5.  | 3am                 | 3:39 |
| 6.  | Falling for You     | 3:01 |
| 7.  | That Thing You Do   | 3:24 |
| 8.  | Over Now            | 3:53 |
| 9.  | Fake                | 3:25 |
| 10. | Meet You There      | 3:06 |
| 11. | Why                 | 4:47 |
| 12. | Loner in Love       | 3:57 |
| 13. | Better Than This    | 3:55 |
| 14. | Can't Break Thru    | 4:13 |
| 15. | Nerdy               | 3:45 |

| Nr. | Titel                                     | Duur |
| --- | ----------------------------------------- | ---- |
| 1.  | What I Go To School For (Steve Power Mix) | 6:45 |
| 2.  | Who's David? (Singleversie)               | 3:19 |
| 3.  | Teenage Kicks                             | 2:23 |
| 4.  | Thunderbirds Are Go                       | 2:59 |

| Nr. | Titel                              | Duur |
| --- | ---------------------------------- | ---- |
| 1.  | Crashed the Wedding (Video)        |      |
| 2.  | What I Go to School For (Video)    |      |
| 3.  | You Said No (Video)                |      |
| 4.  | Year 3000 (Video)                  |      |
| 5.  | Sleeping with the Light On (Video) |      |

## Hitlijsten
| Land                | Charts          | Charts       |
|                     | Hoogste positie | Aantal weken |
| ------------------- | --------------- | ------------ |
| Denemarken          | 33              | 1            |
| Duitsland           | 85              |              |
| Ierland             | 9               |              |
| Verenigd Koninkrijk | 2               |              |